# İspik
İspik è un comune dell'Azerbaigian situato nel distretto di Quba. Conta una popolazione di 1 242 abitanti.